# Love's Theme
Love's Theme è un singolo del 1973 scritto da Barry White ed eseguito dalla Love Unlimited Orchestra, incluso negli album Under the Influence of ... Love Unlimited (1973) e Rhapsody in White (1974).
È uno dei pochi singoli strumentali e puramente orchestrali ad aver raggiunto la prima posizione delle classifiche Hot 100 e Hot Adult Contemporary Tracks di Billboard negli Stati Uniti, nonché il terzo brano più ascoltato in assoluto nel Paese nel 1974 (conquistando altresì un disco d'oro dalla RIAA). Il brano si classificò primo anche nelle classifiche generali canadese e sudafricana, ed al decimo posto nella UK Singles Chart.
La registrazione, caratterizzata dalla presenza di una imponente orchestra d'archi e di una chitarra wah-wah, si ritiene abbia esercitato una notevole influenza sulla musica disco, che sarebbe divenuta estremamente popolare a partire dall'anno successivo.

## Curiosità
- Il brano funge da sigla del programma televisivo italiano C'è Posta per Te, in onda dal 12 gennaio 2000 su Canale 5 con la conduzione di Maria De Filippi.